# Victoria Jiménez Kasintseva
Victoria Jiménez Kasintseva, née le 9 août 2005 à Andorre-la-Vieille, est une joueuse de tennis andorrane.
Victorieuse en Grand Chelem sur le circuit junior, elle devient rapidement la meilleure joueuse andorrane de l'histoire.

## Biographie
Victoria Jiménez Kasintseva est née à Andorre d'un père andorran et d'une mère russe.

### Carrière junior
Le 1er février 2020, elle remporte le titre du tournoi junior de l'Open d'Australie face à la Polonaise Weronika Baszak. À 14 ans, elle est alors la plus jeune joueuse du tournoi,.

### Carrière professionnelle
Sur le circuit secondaire ITF, elle joue son premier tournoi à Amiens en mars 2020 et remporte ses premiers matchs sur en septembre de la même année à Melilla.
Elle fait ses débuts sur le circuit WTA en 2021 lors du tournoi WTA 1000 de Madrid ; elle obtient une invitation mais est éliminée dès le premier tour par Kiki Bertens. En août 2021, elle atteint sa première finale sur le circuit ITF à San Bartolomé de Tirajana, ne s'inclinant que face à Arantxa Rus après avoir battu plusieurs joueuses mieux classées qu'elle, dont Aleksandra Krunić et Diane Parry. En novembre, elle remporte son premier titre ITF à Aparecida de Goiânia, face à Panna Udvardy en finale. Elle enchaîne avec une demi-finale au tournoi WTA 125 de Montevideo, où elle bat pour la première fois une joueuse du top 100, Beatriz Haddad Maia (alors 82e).
En 2022, elle commence sa saison avec une finale sur le circuit ITF à Bendigo, battant notamment Coco Vandeweghe avant de s'incliner contre Ysaline Bonaventure. Elle intègre peu après le top 200 mondial. En août, elle parvient en quart de finale du tournoi WTA 125 de Vancouver, où elle élimine notamment Misaki Doi, 95e mondiale.
Elle remporte ses premiers matchs sur le circuit principal en septembre 2022 au tournoi WTA 500 de Séoul où elle parvient en quart de finale, en écartant successivement Chloé Paquet (113e) puis Rebecca Marino, 81e mondiale et tête de série no 8, avant de s'incliner contre Jeļena Ostapenko. En octobre, elle remporte le tournoi ITF de Loule.
En 2023, elle remporte deux nouveaux titres sur le circuit ITF, à Boca Raton en mars et à Austin en novembre. Mais ses performances sur l'ensemble de la saison la font redescendre progressivement au-delà de la 300e place mondiale.
En 2024, elle commence sa saison par une finale au tournoi ITF de Monastir 4. En avril, elle est invitée au WTA 1000 de Madrid où elle passe un tour en battant Zhu Lin, 57e mondiale (sa meilleure performance jusqu'alors), puis elle s'incline face à Jasmine Paolini.

## Palmarès

### Finales en simple en WTA 125
| No | Date       | Nom et lieu du tournoi           | Catégorie | Dotation  | Surface      | Vainqueure     | Score    |          |
| -- | ---------- | -------------------------------- | --------- | --------- | ------------ | -------------- | -------- | -------- |
| 1  | 24-03-2025 | Megasaray Hotels Open 2, Antalya | WTA 125   | 115 000 $ | Terre (ext.) | Olga Danilović | 6-2, 6-3 | Parcours |
| 2  | 02-06-2025 | Makarska Open, Makarska          | WTA 125   | 115 000 $ | Terre (ext.) | Sára Bejlek    | 6-0, 6-1 | Parcours |

## Parcours en Grand Chelem

### En simple dames
| Année | Open d'Australie | Open d'Australie  | Internationaux de France | Internationaux de France | Wimbledon | Wimbledon    | US Open | US Open                |
| ----- | ---------------- | ----------------- | ------------------------ | ------------------------ | --------- | ------------ | ------- | ---------------------- |
| 2021  | Q1               | Çağla Büyükakçay  | —                        | —                        | —         | —            | —       | —                      |
| 2022  | Q2               | Kamilla Rakhimova | Q1                       | Carolina Alves           | Q3        | Astra Sharma | Q1      | Elisabetta Cocciaretto |
| 2023  | Q3               | Eva Lys           | Q1                       | Jaimee Fourlis           | Q1        | Anna Brogan  | Q1      | Han Na-lae             |
| 2024  | —                | —                 | —                        | —                        | —         | —            | Q1      | Yulia Starodubtseva    |
| 2025  | Q1               | Anca Todoni       | Q1                       | Nina Stojanović          | Q2        | Alizé Cornet |         |                        |

N.B. : à droite du résultat se trouve le nom de l'ultime adversaire.

## Parcours en WTA 1000
Les tournois WTA « Premier Mandatory » et « Premier 5 » (entre 2009 et 2020) et WTA 1000 (à partir de 2021) constituent les catégories d'épreuves les plus prestigieuses, après les quatre levées du Grand Chelem. 

De 2009 à 2023, les tournois Premier Mandatory (dits tournois WTA 1000 obligatoires entre 2021 et 2023) regroupent Indian Wells, Miami, Madrid et Pékin, les autres constituant les tournois Premier 5 (tournois WTA 1000 non-obligatoires). À partir de 2024, le nombre de tournois WTA 1000 passe à 10 par saison (fin de l’alternance Doha / Dubaï), ces derniers devenant tous obligatoires et offrant tous 1000 points à la vainqueure (contre 900 points précédemment pour les tournois Premier 5).

### En simple dames
| Année |       |                |       |        |                               |                                   |            |       |             |        |  |        |
| Doha  | Dubaï | Indian Wells   | Miami | Madrid | Rome                          | Canada                            | Cincinnati | Pékin |             | Wuhan  |  |        |
| Doha  | Dubaï | Indian Wells   | Miami | Madrid | Rome                          | Canada                            | Cincinnati | Pékin | Guadalajara |        |  |        |
| Doha  | Dubaï | Indian Wells   | Miami | Madrid | Rome                          | Canada                            | Cincinnati | Pékin |             |        |  |        |
| 2021  |       | Hors catégorie |       |        |                               | 1er tour (1/32) K. Bertens        |            |       |             | Annulé |  | Annulé |
|       |       |                |       |        |                               |                                   |            |       |             |        |  |        |
| 2023  |       | Hors catégorie |       |        | 1er tour (1/64) A. Kalinskaya | 1er tour (1/64) A. Pavlyuchenkova |            |       |             |        |  |        |
| 2024  |       |                |       |        |                               | 2e tour (1/32) J. Paolini         |            |       |             |        |  |        |
| 2025  |       |                |       |        |                               | 1er tour (1/64) A. Parks          |            |       |             |        |  |        |

Sous le résultat, l’ultime adversaire.
1. 1 2   Les tournois de Doha et Dubaï alternent le statut de tournoi WTA 1000 (ex Premier 5) entre 2009 et 2023 : les trois premières éditions ont lieu à Dubaï, les trois suivantes à Doha, puis Dubaï accueille le tournoi de cette catégorie les années impaires et Dubaï les années paires. De 2011 à 2023, la ville qui n’accueille pas de WTA 1000 organise à la place un tournoi WTA 500 (ex Premier).
2. 1 2 3 4 5 6 7   L’ordre de déroulement des tournois a évolué depuis 2009 : Rome se dispute avant Madrid et Cincinnati avant Montréal/Toronto jusqu’en 2010, tandis que Tokyo/Wuhan/Guadalajara ont lieu avant Pékin jusqu’en 2023.
3. 1 2  Du fait de la pandémie de Covid-19, les tournois d’Indian Wells, de Miami, de Madrid, du Canada, de Wuhan et de Pékin sont annulés en 2020. Ces deux derniers le sont également en 2021. Pour des raisons d’organisation, le tournoi de Cincinnati 2020 a exceptionnellement lieu à Flushing Meadows à New York.

## Classements WTA en fin de saison
| Année          | 2021 | 2022 | 2023 | 2024 |
| Rang en simple | 373  | 129  | 303  | 151  |
| Rang en double | 737  | 309  | 971  | 1192 |

Source : (en) Classements de Victoria Jiménez Kasintseva sur le site officiel de la Fédération internationale de tennis